# Каменка (Тосненский район)
Ка́менка (фин. Kivikkoi) — деревня в Лисинском сельском поселении Тосненского района Ленинградской области.

## История
На карте Ингерманландии А. И. Бергенгейма, составленной по шведским материалам 1676 года, упоминается деревня Kamenkowa.
На карте Санкт-Петербургской губернии Ф. Ф. Шуберта 1834 года обозначена деревня Каменка.

КАМЕНКА — деревня принадлежит Струбинскому, титулярному советнику, число жителей по ревизии: 11 м. п., 7 ж. п.; При ней господский дом (1838 год)

Деревня Каменка отмечена на карте Ф. Ф. Шуберта 1844 года.
В пояснительном тексте к этнографической карте Санкт-Петербургской губернии П. И. Кёппена 1849 года она записана как деревня Kiwikko (Каменка) и указано количество её жителей на 1848 год: эвремейсов — 16 м. п., 27 ж. п., всего 43 человека.

КАМЕНКА — деревня госпожи Струбинской, по просёлочной дороге, число дворов — 6, число душ — 23 м. п. (1856 год)

Деревня относилась к лютеранскому приходу Лииссиля, один раз в год в ней проходили выездные службы Евангелическо-лютеранской Церкви Ингрии.

КАМЕНКА — мыза владельческая при речке Костенке, число дворов — 1, число жителей: 4 м. п., 1 ж. п.

КАМЕНКА — деревня владельческая при речке Костенке, число дворов — 5, число жителей: 19 м. п., 17 ж. п. (1862 год)

Согласно материалам по статистике народного хозяйства Царскосельского уезда 1888 года мыза Каменка площадью 12 925 десятин принадлежала дворянину В. В. Струбинскому, она была приобретена до 1868 года. В мызе находилась мелочная лавка и кузница.
В конце XIX века деревня административно относилась к Лисинской волости 1-го стана Царскосельского уезда Санкт-Петербургской губернии, в начале XX века — 4-го стана. По приходским данным население деревни было смешанным — финско-русским.
По данным «Памятной книжки Санкт-Петербургской губернии» за 1905 год мыза Каменка площадью 8785 десятин, принадлежала прусскому подданному Францу Васильевичу Утеману.
Согласно военно-топографической карте Петроградской и Новгородской губерний издания 1917 года деревня Каменка насчитывала 5 крестьянских дворов, смежно с ней находилась деревня Матрёшкино (3 двора) и мыза Струбинского.
С 1917 по 1923 год деревня Каменка входила в состав Каменского сельсовета Лисинской волости Детскосельского уезда.
С 1923 года в составе Троцкого уезда.
Согласно данным переписи населения СССР 1926 года в деревне Каменка проживали 100 человек, большинство финны, а также русские и татары.
С 1927 года в составе Детскосельского района.
С 1930 года в составе Тосненского района.
По данным 1933 года деревня Каменка являлась административным центром Каменского сельсовета Тосненского района, в который входили 13 населённых пунктов: деревни Большое Васильевское, Малое Васильевское, Верховье, Гришкино, Большое Еглино, Малое Еглино, Каменка, Конечки, Кудрово, Кукково, Матрёшкино; хутора Каменка, Кудрово, общей численностью населения 1472 человека.

План деревни Каменка. 1939 год

Согласно топографической карте 1939 года деревня насчитывала 54 крестьянских двора, в деревне было своё почтовое отделение.
Деревня была освобождена от немецко-фашистских оккупантов 28 января 1944 года.
В 1965 году население деревни Каменка составляло 187 человек.
По данным 1966 и 1973 годов деревня Каменка являлась административным центром Каменского сельсовета, в который входили 10 населённых пунктов: деревни Большое Васильевское, Большое Ёглино, Глубочка, Гришино, Гуммолово, Каменка, Конечки, Малое Ёглино, Федосьино и посёлок при станции Костенская.
По данным 1990 года деревня Каменка входила в состав Лисинского сельсовета.
В 1997 году в деревне Каменка Лисинской волости проживали 35 человек, в 2002 году — 43 человека (русские — 96 %).
В 2007 году в деревне Каменка Лисинского СП — 11 человек.

## География
Деревня расположена в юго-западной части района на автодороге 41К-175 (Лисино-Корпус — Радофинниково), к югу от центра поселения — посёлка Лисино-Корпус.
Расстояние до административного центра поселения — 18 км. Расстояние до районного центра — 35 км.
Близ деревни находится остановочный пункт Санкт-Петербургского отделения Октябрьской железной дороги на линии Новолисино — Новгород, — железнодорожная платформа 77 км. Расстояние до железнодорожной платформы Кастенская — 5 км.
Через деревню протекает река Кастенка.

## Демография
| 1862 | 2007 | 2010 | 2017 |
| ---- | ---- | ---- | ---- |
| 41   | ↘11  | ↗14  | ↗24  |

## Улицы
Полевая.